# 锡瓦塔内霍
锡瓦塔内霍（西班牙語：Zihuatanejo），是墨西哥西南部的一座城市，格雷羅州第四大城市，2005年人口62,376。其名在納瓦特爾語中為「女人之地」，因為該地在古代是為母系社會。
該市因為由史蒂芬·金小說改編的的著名電影而聲名大噪，是片中囚於獄中的男主角安迪·杜佛倫夢想中於逃獄後前往的地點。
17°38′35″N 101°33′07″W / 17.643°N 101.552°W